# ふるさと日本のことば
ふるさと日本のことば（ふるさとにほんのことば）は、2000年4月9日から2001年3月25日までNHK教育テレビで放送された方言を主題とした全47回の日本語番組である。司会はNHKアナウンサーの国井雅比古、テーマ音楽は矢野顕子が担当した。

## 概要
毎回、1つの都道府県の方言を取り上げ紹介する。各回の制作は、地元のNHK放送局が担当する。
スタジオには、その土地に関係の深い著名人と、その土地の方言を研究対象とする（または詳しい）研究者・研究家とがゲスト出演し、司会の国井とともにおしゃべりをしながら番組を進める。レポーターとして、地元局の若いアナウンサーが1人参加し、方言のさまざまな面を紹介する。沖縄県の回では、出演者一同がスタジオを飛び出し、那覇市の公設市場の食堂に座って話を進めた。
番組前半では、その土地の方言話者同士が自由に会話する様子をVTRで紹介する。理解しにくい言葉には字幕スーパーがつけられる。後の回に行くほど、字幕スーパーは親切に詳しくつけられるようになった。
中盤では、レポーターの地元局アナウンサーが、視聴者アンケートに基づく「21世紀に残したいことば」を10語程度パネルで紹介し、意味を説明する。その地方の方言の特色について、ゲストによる解説もある。また、その地方でもとりわけ方言的特徴の強い地域の会話の様子や、めずらしい言い回し・語法などが使われる様子をVTRで紹介する。
後半では、視聴者から寄せられた「心に残る方言」を1つ取り上げる。投書者のもとにビデオカメラを持ち込み、なぜその方言が心に残っているかをインタビューしたり、本人とその家族らが日常会話を行う様子を映したりする。
最後に、ゲストの著名人が、自分の好きな地元の方言を1つ紹介する。番組の最後の字幕では、「（次回を）ご覧ください」の言葉が、次回に放送される都道府県の方言で紹介される。

## 放送データ
各回の初回放送日、前の回の最後に表示される「ご覧ください」の方言、ゲストの著名人と解説者は以下の通り。

### 2000年
- 4月9日：宮城県（杜けあき、小林隆〔東北大学〕）
- 4月16日：福岡県「見ちゃんしゃいね」（神田紅、杉村孝夫〔福岡教育大学〕）
- 4月23日：大阪府「ほな見てや」（田辺聖子、郡史郎〔大阪外国語大学〕）
- 4月30日：広島県「見てつかーさいや」（東ちづる、町博光〔広島大学〕）
- 5月7日：愛媛県「見ておくれんかなもし」（天野祐吉、清水史〔愛媛大学〕）
- 5月14日：愛知県「見てちょーよ」（石坂啓、服部勇次〔愛知のことば研究家〕）
- 5月21日：北海道「見たらいいんでないかい」（氷室冴子、小野米一〔鳴門教育大学〕）
- 5月28日：長野県「見ておくれや」（神津善行、馬瀬良雄〔信州大学名誉教授〕）
- 6月4日：青森県「見てけへ、見であんせ。」（木野花、佐藤和之〔弘前大学〕）
- 6月11日：鹿児島県「お見やったもんせ」（中島啓江、木部暢子〔鹿児島大学〕）
- 6月18日：京都府「見ておくれやす」（高田美和、堀井令以知〔関西外国語大学〕）
- 6月25日：山口県「見てくれさん」（古川薫、福田百合子〔中原中也記念館館長〕）
- 7月2日：群馬県「見てくんない」（立川談四楼、篠木れい子〔群馬県立女子大学〕）
- 7月9日：高知県「見とおせ」（中島丈博、橋尾直和〔高知女子大学〕）
- 7月16日：福井県「見てんでのう」（俵万智、加藤和夫〔金沢大学〕）
- 7月23日：岩手県「見てくなんしぇ」（高橋克彦、本堂寛〔青山学院大学〕）
- 7月30日：埼玉県「見んべえ」（森村誠一、荻野綱男〔東京都立大学 (1949-2011)〕）
- 8月6日：大分県「見ちょくれ」（真屋順子、日高貢一郎〔大分大学〕）
- 8月27日：鳥取県「見てつかんせ?」（MALTA、森下喜一〔元鳥取大学〕）
- 9月3日：香川県「見まい」（芦原すなお、柴田昭二〔香川大学〕）
- 9月10日：熊本県「見てはいよ」（陣内貴美子、村上敬一〔神戸松蔭女子学院大学〕）
- 9月17日：秋田県「見てくんなんしょ」（浅利香津代、佐藤稔〔秋田大学〕）
- 9月24日：栃木県（立松和平、森下喜一〔元作新学院大学〕）
- 10月1日：滋賀県「見てみやんせ」（松居一代、熊谷直孝〔元国立国語研究所地方研究員〕）
- 10月8日：山梨県「見ておくんなって」（白簱史朗、小林是綱〔山梨ことばの会代表〕）
- 10月15日：島根県「見てごしない、見てやんさい。」（松本侑子、田籠博〔島根大学〕）
- 10月22日：神奈川県「見てけーろ（阿木燿子、日野資純〔静岡大学名誉教授〕）
- 11月5日：三重県「見てなぁー」（鳥羽一郎、江畑哲夫〔方言収集家〕）
- 11月12日：沖縄県「んちくぃみそーりよー」（早坂好恵、狩俣繁久〔琉球大学〕）
- 11月19日：福島県「見てくなんしょ」（田部井淳子、小林初夫〔相馬市立飯豊小学校教諭〕）
- 11月26日：兵庫県「見たっとーな」（玉岡かおる、都染直也〔甲南大学〕）
- 12月3日：静岡県「見てごー」（冨士眞奈美、中村羊一郎〔民俗学者〕）
- 12月10日：岡山県「見てちょーでぇー」（岩井志麻子、吉田則夫〔岡山大学〕）
- 12月17日：新潟県「見てくんなせてー」（林家こん平、大橋勝男〔新潟大学〕）
- 12月24日：佐賀県「見てくんしゃいね」（針すなお、藤田勝良〔佐賀大学〕）

### 2001年
- 1月7日：奈良県「見てやー」（高田聖子、中井精一（富山大学〕）
- 1月14日：千葉県「見てくったいよお」（地井武男、篠崎晃一〔旧東京都立大〕）
- 1月21日：宮崎県「見ちくんないよ」（赤星たみこ、松永修一（宮崎国際大学〕）
- 1月28日：山形県（ダニエル・カール、遠藤仁（宮城教育大学〕）
- 2月4日：茨城県「見てくんちょ、見てくんにゃ」（マギー司郎、川嶋秀之〔茨城大学〕）
- 2月11日：徳島県「見てはいりょ」（高津住男、岸江信介（徳島大学〕）
- 2月18日：岐阜県「見てくんさい」（中条きよし、加藤毅〔方言研究家〕）
- 2月25日：長崎県「見らんばよ」（岡部まり、愛宕八郎康隆〔長崎大学名誉教授〕）
- 3月4日：石川県「見まっしねー」（道場六三郎、新田哲夫〔金沢大学〕）
- 3月11日：和歌山県「見やな、あかないしょー」（桂文福、柏原卓（和歌山大学〕）
- 3月18日：富山県「見てみられ」（立川志の輔、蓑島良二〔方言研究家〕）
- 3月25日：東京都「ご覧下さい」（木の実ナナ、久野マリ子（國學院大学〕）